# سیدوکسپین
سیدوکسپین(به انگلیسی: Cidoxepin) (با نام توسعه قبلی P-4599)، همچنین به عنوان سیس -دوکسپین یا (زد)-دوکسپین نیز شناخته می‌شود ، یک داروی ضد افسردگی سه حلقه ای است که در دهه ۱۹۶۰ تولید شد اما هرگز به بازار عرضه نشد.